# Денмарк (Мен)
Денмарк (англ. Denmark) — місто (англ. town) в США, в окрузі Оксфорд штату Мен. Населення — 1197 осіб (2020).

## Демографія
Згідно з переписом 2010 року, у місті мешкало 1148 осіб у 479 домогосподарствах у складі 330 родин. Було 1075 помешкань
Расовий склад населення:
| - 98,4 % — білих - 0,4 % — чорних або афроамериканців - 0,3 % — азіатів - 0,1 % — корінних американців |

До двох чи більше рас належало 0,5 %. Частка іспаномовних становила 0,3 % від усіх жителів.
За віковим діапазоном населення розподілялося таким чином: 21,7 % — особи молодші 18 років, 61,9 % — особи у віці 18—64 років, 16,4 % — особи у віці 65 років та старші. Медіана віку мешканця становила 46,6 року. На 100 осіб жіночої статі у місті припадало 108,3 чоловіків;  на 100 жінок у віці від 18 років та старших — 104,3 чоловіків також старших 18 років.
Середній дохід на одне домашнє господарство  становив 69 087 доларів США (медіана — 60 179), а середній дохід на одну сім'ю — 77 859 доларів (медіана — 63 750). Медіана доходів становила 43 200 доларів для чоловіків та 37 115 доларів для жінок. За межею бідності перебувало 5,9 % осіб, у тому числі 0,0 % дітей у віці до 18 років та 15,2 % осіб у віці 65 років та старших.
Цивільне працевлаштоване населення становило 595 осіб. Основні галузі зайнятості: освіта, охорона здоров'я та соціальна допомога — 24,2 %, мистецтво, розваги та відпочинок — 18,3 %, виробництво — 13,4 %, роздрібна торгівля — 9,6 %.